# Naqada
Naqada (o Nagada) es una ciudad situada en la ribera occidental del Nilo, en la gobernación de Qina, en Egipto, 25 km al norte de Tebas.
En egipcio antiguo se llamaba Nubt "ciudad de oro", nombre dado por la proximidad de las minas de oro del desierto oriental y porque estaba situada en la ruta caravanera hacia el Uadi Hammamat; era una ciudad del nomo V del Alto Egipto; los griegos la llamaron Ombos y más tarde, en árabe, se denominó Tuj. La ciudad actual se llama Naqada (también existió otra ciudad con el mismo nombre griego: Ombos, la actual Kom Ombo, situada 40 km al norte de Asuán).

## Historia
Llamada a veces confederación de Nubt, se estima que durante el periodo Naqada I ya era una ciudad estructurada como entidad política que, por razones probablemente económicas, se convirtió en una importante ciudad-estado; sus gobernantes sometieron, por la fuerza o mediante persuasión, a varias ciudades vecinas menos importantes que a su vez formaban entidades políticas menores. 
Naqada fue la primera ciudad-estado o confederación regional que ejerció la hegemonía desde ca. 3500 a 3300 a. C., al inicio del periodo Naqada II (estadios Naqada IIa y IIb), hegemonía que después pasó a Nejen (Hieracómpolis) (estadios Naqada IIc y IId).
La ciudad actual, Naqada, tiene unos 50.000 habitantes (2006).

## Naqada como cultura
Naqada o Nagada, también es el nombre que recibe una cultura predinástica de Egipto, datada de ca. 4000 a 3000 a. C.

## Arqueología

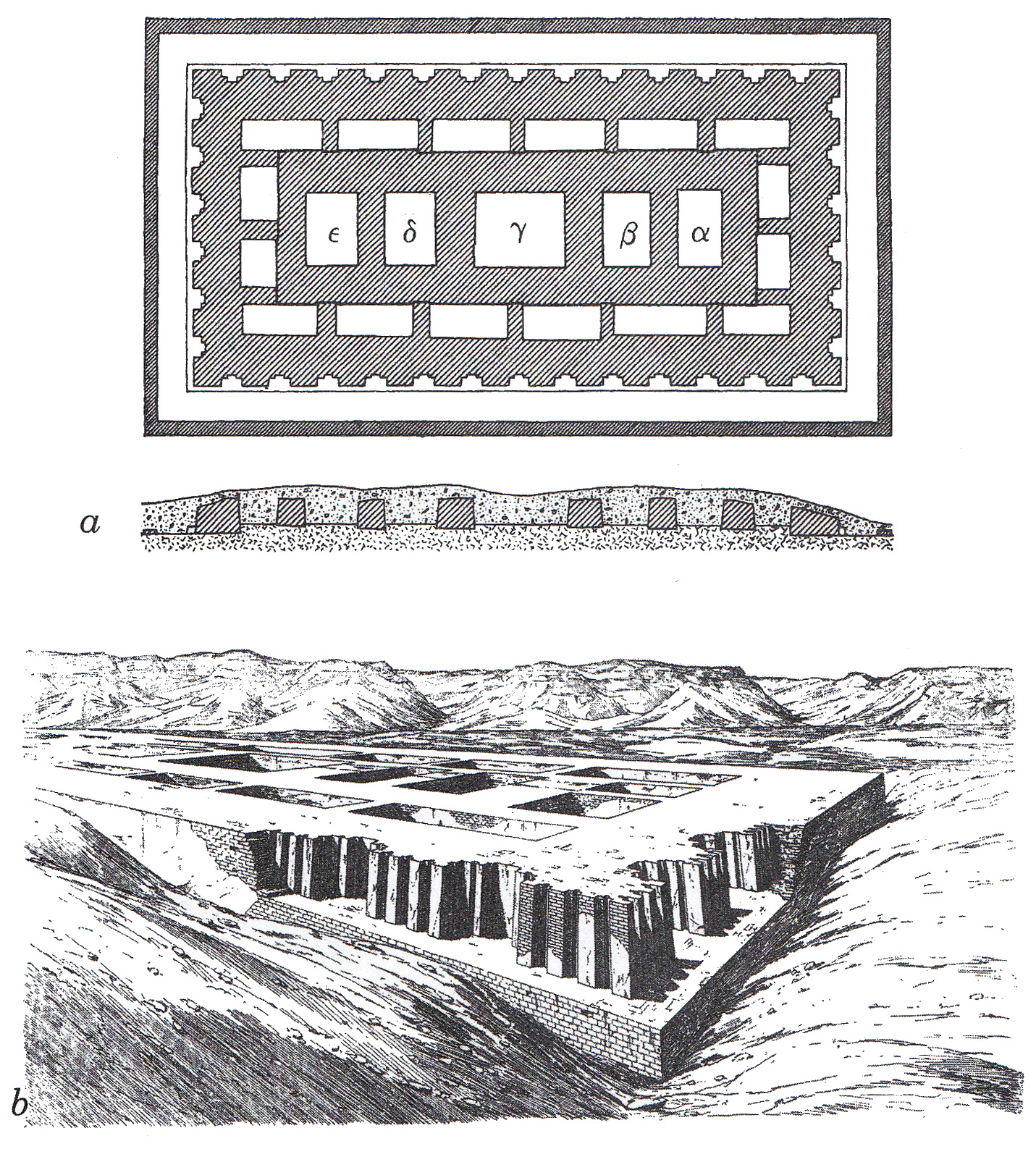

La gran necrópolis egipcia con sus objetos, que datan del llamado período histórico predinástico, fue estudiada cuidadosamente por Flinders Petrie en 1894-1895 con su técnica de seriación cronológica. Posteriormente Jacques de Morgan, en 1897 descubrió una mastaba que se remonta a la primera dinastía con los muros exteriores en la fachada del palacio, donde se encontró un sello cilíndrico con los nombres del faraón Aha y de la reina Neithotep a la que pertenecía la mastaba.
La necrópolis, que fue utilizada también en la Primera dinastía, se encuentra a unos 28 kilómetros al noroeste de Luxor (Alto Egipto) y contiene unos 2000 enterramientos.
En la ciudad están los restos de un templo dedicado a Seth, construido probablemente por Tutmosis I, Tutmosis III, Amenofis II, y algún otro soberano de la época. También en la ciudad se encontró el cetro de Amenofis III, actualmente custodiado en un museo de Londres.